# 拉特利奇 (密蘇里州)
拉特利奇（英語：Rutledge）是位於美國密蘇里州蘇格蘭縣的村。

## 人口
根據2020年美國人口普查的數據，拉特利奇的面積為0.34平方千米，皆為陸地。當地共有人口86人，而人口密度為每平方千米253人。